# مرسيدس كينتانا
مرسيدس كينتانا (بالإسبانية: Mercedes Quintana)‏ هي مصممة رقص وممثلة أرجنتينية، ولدت في 1910 في بوينس آيرس في الأرجنتين، وتوفي بنفس المكان في 1996.